# Слабин
Сла́бин (укр. Сла́бин) — село Черниговского района Черниговской области Украины, Гончаровский поселковый совет.
Население 515 человек.
Расположено на правом берегу Десны между озёрами Половое и Солёное, в 24 км от районного центра и железнодорожного узла Чернигов. Вблизи села находятся реки Вереб и Старуха, озёра, например — Ямочка, леса Торчин, Золотынка и Хвойнык.

## История
В окрестностях села Слабин обнаружены остатки поселения эпохи бронзы (II тысячелетие до н. э.), два раннеславянских — первых веков н. э., северянское (VIII—IX в. н. э.), а также городище, поселение и курганный могильник времён Киевской Руси (IX—XIII вв.).
Первое письменное упоминание о селе Слабин датируется 1523 г.
Основан на землях Черниговской воеводства Речи Посполитой. С 1649 — центр Слабинский сотни Черниговской полка. Определённое время Слабинским сотником был соратник(сподвижник) Гетьмана Иоанна Самойловича — Иван Домонотович.
В 1782 — сотенное правительство ликвидировано, затем в составе Российской Империи. Но несмотря на это, большая часть села сохранила статус становых казаков.
При гетманщине было сотенным местечком под именем Цехановского города. Над берегом Десны был земляной замок. Вал, окружавший поселение, — дотатарских времен.

По данным на 1859 год в казённом, казацком и собственническом селе Черниговской уезда Черниговской губернии проживало 980 человек(605 мужского пола и 625 — женского), насчитывалось 200 дворовых хозяйств, существовала православная церковь и винокурный завод.
По состоянию на 1886 год в бывшем государственном и собственническом селе, центре Слабинский волости проживало 1458 человек, насчитывалось 244 дворовых хозяйств, существовали православная церковь, школа, 2 постоялих дома, 15 ветряных мельница, 3 маслобойных, винокурный и кирпичный заводы.
По переписи 1897 года количество людей возросло до 2043 особ (1001 мужского пола и 1042 — женского), из которых все — православной веры.
В селе Слабин была Рождество-Богородицкая (в 1740—1743 годах — священник Василий Степанович Дорошенко). С 1861 года волостной центр Слабинской волости Черниговского уезда
В 1917 году село вошло в состав УНР. С апреля 1918 — администрация Украинской державы Гетьмана Павла Скоропадского. После третьей российской интервенции 1919 года — постоянный коммунистический режим. В 1932—1933 годах село пострадало от геноцида украинского народа, проведенного правительством СССР. В связи с систематическим сопротивлением оккупационной власти со стороны селян, оно было подвергнуто террору «черной доской».
В 1941 году из села отступила советская армия. На фронтах Второй мировой войны в советской армии находились 405 жителей села, из них 109 награждены орденами и медалями с изображениями пентаграм и Сталина, 246 человек доведены до гибели. В селе сохранился бюст Михаилу Фрунзе, памятник на братской могиле воинов, павших в боях, поставлен обелиск в честь односельчан, замученных фашистами во время Второй мировой войны..
В селе работает ПП «Слабинське» которое занимается сельским хозяйством.

## Образование
В селе находится Слабинская СОШ І-ІІІ ст. В 2017 году школа отпраздновала 140-летие. По состоянию на 2016 год в школе училось 43 ученика.
Детский сад. . Библиотека с книжным фондом 12 тысяч экземпляров.